# 志方益三
志方 益三（しかた ますぞう、1895年8月10日 - 1964年5月8日）は、日本の化学者。京都大学元教授、名古屋大学元教授。父は司法官の志方鍛。甥は科学者の石原守一。

## 経歴
東京府東京市小石川区生まれ。茨城県師範学校附属小学校、旧制東京府立第四中学校、旧制第一高等学校を経て、1920年に東京帝国大学農学部農芸化学科を卒業。理化学研究所に入り、鈴木梅太郎のもとで研究を行った。1922年、ヨーロッパに留学する。チェコスロバキアのプラハ・カレル大学で、後にノーベル賞を受賞するヘイロウスキーと共に、滴下水銀電極を用いて電圧‐電流曲線を自動記録する装置（ポーラログラフ）を完成させた。志方は帰国する際、この装置を一つ持ち帰っている。
帰国後、京都帝国大学農学部教授となり、1942年に満州国の大陸科学院に移る。終戦後の1953年に帰国し、1954年に名古屋大学教授となる。1956年に学士院恩賜賞を受けた。1959年に退官。